# Xiroki Buierak
Xiroki Buierak (en rus: Широкий Буерак) és un poble de l'óblast de Saràtov, a Rússia, segons el cens del 2010 tenia 1.115 habitants. Pertany al districte municipal de Volsk.